# Vinevo
Vinevo (bulgariska: Винево) är ett distrikt i Bulgarien.   Det ligger i kommunen Obsjtina Mineralni Bani och regionen Chaskovo, i den centrala delen av landet, 190 km sydost om huvudstaden Sofia.
Trakten runt Vinevo består till största delen av jordbruksmark. Runt Vinevo är det ganska glesbefolkat, med 31 invånare per kvadratkilometer.